# 爱德华·普雷斯科特
爱德华·克里斯蒂安·普雷斯科特（英語：Edward Christian Prescott，1940年12月26日—2022年11月6日）是一名美國經濟學家。他於2004年與芬恩·基德蘭德共同獲得諾貝爾經濟學獎，以表彰其「對動態宏觀經濟學的貢獻：經濟政策的時間不一致和景氣循環背後的驅動力」。這項研究主要是在凱德蘭和普雷斯科特都隸屬於卡內基美隆大學工業管理研究生院（現在的泰珀商學院）時進行的。根據IDEAS/RePEc的排名，他是2013年世界上被廣泛引用的第19位經濟學家。2014年8月，普雷斯科特被任命為澳洲國立大學的兼職傑出經濟教授。普雷斯科特於2022年11月6日逝世，享年81歲。

## 獲獎和榮譽
- 亞歷山大·亨德森獎（英语：Tepper School of Business）（1967年）
- 經濟計量學會會士（1980年）
- 美國文理科學院院士（1992年）
- 歐文·普萊因·內默斯經濟學獎（2002年）
- 諾貝爾經濟學獎（2004年）
- 美國國家科學院院士（2008年）

## 外部連結
- 爱德华·普雷斯科特在明尼阿波利斯聯邦儲備銀行的資料
- 爱德华·普雷斯科特在Nobelprize.org的資料
- . . Library of Economics and Liberty 2nd. Liberty Fund. 2008  [2022-11-12]. （原始内容存档于2022-11-13）.